# 向宏基
向宏基（？—1798年6月20日），和名譜久山親方朝紀，琉球國第二尚氏王朝政治家、三司官。
乾隆三十四年（1769年），向宏基以年頭慶賀使的身份出使薩摩藩。六月十二日（7月14日）到達薩摩藩，翌年十一月初五日（1770年12月21日）回國。乾隆四十三年戊戌十二月十九日（1779年2月5日），他被任命為三司官。任內參與《琉球科律》的編纂和校對工作。乾隆五十一年（1786年），與同僚馬國器（與那原親方良矩）、向天迪（伊江親方朝慶）以及攝政尚和（讀谷山王子朝恆）共同署名，呈進給尚穆王，頒行於全國各處。
乾隆五十一年丙午二月十一日（1786年3月10日），尚穆王賜給他紫地浮織冠。嘉慶三年五月初七日（1798年6月20日）卒。